# Wet van Archimedes

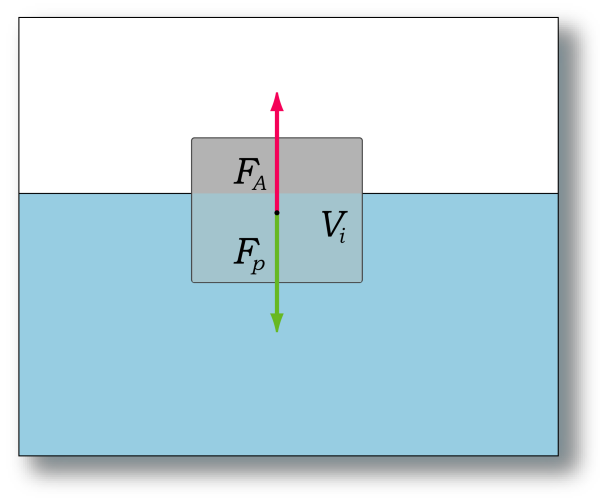
Visualisatie van de wet van Archimedes.
Het voorwerp drijft, omdat de opwaartse kracht gelijk is aan de tegengestelde kracht.
is het volume van de verplaatste vloeistof.

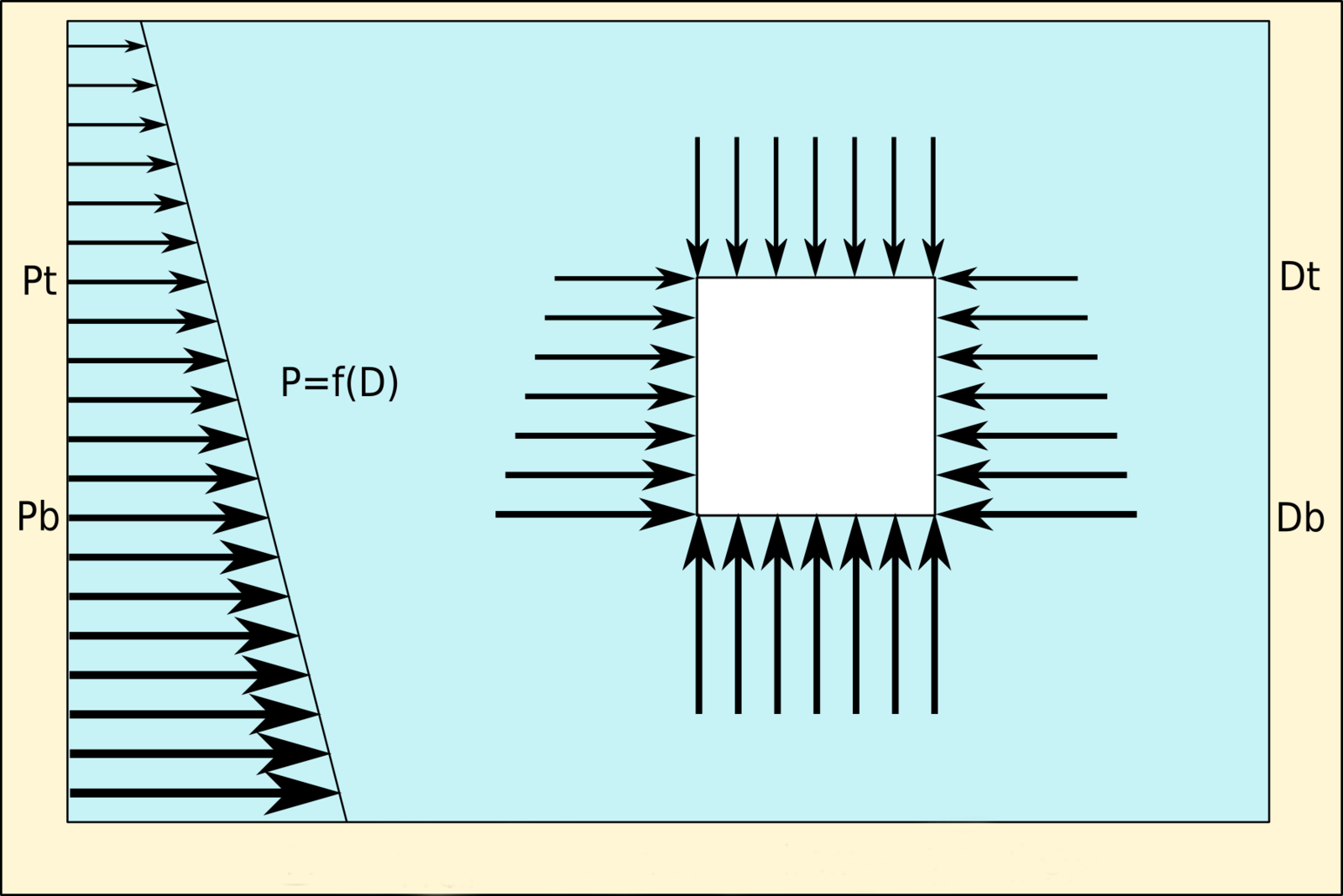
Drukverdeling op een ondergedompelde kubus

De wet van Archimedes is een klassieke wet in de natuurkunde en luidt:

Een voorwerp geheel of gedeeltelijk ondergedompeld in een vloeistof, ondervindt een opwaartse kracht die gelijk is aan het gewicht van de verplaatste vloeistof

Deze wet is naar de Griekse wiskundige Archimedes genoemd. De opwaartse kracht, waar de wet over gaat, wordt veroorzaakt door de met de diepte toenemende hydrostatische druk. In het eenvoudige geval van een ondergedompelde kubus met horizontaal boven- en ondervlak is de druk op het ondervlak groter dan op het bovenvlak. Het verschil veroorzaakt de opwaartse kracht.
De opwaartse kracht, die het gevolg is van de wet van Archimedes, wordt ook archimedeskracht genoemd.

## Geschiedenis
De wet van Archimedes is verbonden met het volgende verhaal:
Koning Hiëro van Syracuse wilde de goden een gouden kroon aanbieden en gaf een kunstenaar opdracht er een te maken. Na ontvangst van de voltooide kroon rees bij de koning de twijfel of de kroon wel van puur goud was gemaakt en niet van een mengsel van zilver en goud, een truc waarvan valsmunters toentertijd gebruikmaakten om munten te vervalsen. De koning vroeg aan Archimedes of deze kon vaststellen of de kroon van puur goud was gemaakt. De kroon mocht niet worden beschadigd.
In gedachten verzonken liep Archimedes naar huis en besloot ter ontspanning een bad te nemen. Terwijl Archimedes zich in het tot de rand gevulde bad liet zakken, realiseerde hij zich dat de hoeveelheid overstromend water gelijk was aan het volume van zijn lichaam. Hij vergeleek de kroon met een staaf van puur goud van hetzelfde gewicht als de kroon door beide op een balans onder water te houden. Als de kroon ook van puur goud was, zou de balans in evenwicht blijven, maar als er zilver in de kroon zou zitten, zou het volume groter zijn en de opwaartse kracht op de kroon groter zijn dan op de staaf. Hij was zo blij dat hij het probleem had opgelost, dat hij uit het bad sprong en zonder zich aan te kleden naar de koning rende onder het uitroepen van Eureka, Eureka!, Ik heb het gevonden, ik heb het gevonden!. Door deze test kon Archimedes bewijzen dat de kroon niet uit puur goud bestond.
Hierbij kan nog worden opgemerkt dat openbaar naakt in het oude Griekenland, hoewel niet gebruikelijk, maatschappelijk werd aanvaard.

## Formulering
Bij onderdompeling van een lichaam in een vloeistof of gas is de verplaatste hoeveelheid van het medium gelijk aan het volume van het lichaam. Bij een drijvend object gaat het om het deel van het volume dat zich onder het oppervlak bevindt. De schijnbaar verplaatste hoeveelheid is het volume van het medium dat daar aanwezig had kunnen zijn, als het lichaam er niet was, vergelijk het met de paradox van Archimedes.
De opwaartse kracht is gelijk aan het gewicht van de verplaatste vloeistof of het verplaatste gas. Als de vloeistof of het gas homogeen is, is de opwaartse kracht {\displaystyle F_{a}} gelijk aan:
{\displaystyle F_{a}=\rho \cdot g\cdot V}
Daarin is:
- {\displaystyle \rho }, Griekse letter 'rho', de massadichtheid  van de vloeistof of gas waarin het voorwerp zich bevindt;
- {\displaystyle g} de valversnelling;
- {\displaystyle V} het volume van de hoeveelheid verplaatste vloeistof of gas.
- {\displaystyle F_{a}} Opwaartse kracht in Newton

In sommige gevallen is de dichtheid van de vloeistof of het gas alleen horizontaal homogeen en hangt verticaal af van de positie, zoals bij lagen van verschillende vloeistoffen. De opwaartse kracht kan dan bepaald worden door aan te nemen dat in de verdrongen ruimte de lagen doorlopen.
De opwaartse kracht wordt, net zoals alle krachten in het SI-stelsel, uitgedrukt in newton (N). De vraag of een lichaam blijft drijven of een ballon omhoog of omlaag gaat of in evenwicht is, hangt niet af van de grootte van de valversnelling {\displaystyle g}, mits die geen nul is.

## Toepassingen
Vissen, duikers, onderzeeboten en luchtballonnen maken gebruik van de opwaartse kracht bij stijgen en dalen: als het volume van een voorwerp groter wordt, wordt ook de opwaartse kracht groter. Als de opwaartse kracht groot genoeg is stijgt het voorwerp. Vissen gebruiken hiervoor een zwemblaas. Duikers hebben een trimvest om hun totale volume te vergroten. Duikboten werken met een gecompliceerd systeem van watertanks. Het gas dat voor luchtballonnen wordt gebruikt heet hefgas. 
Verder kan aangetoond worden hoeveel procent van een ijsschots daadwerkelijk boven het zeewater uitsteekt: het gewicht van het blok {\displaystyle \rho _{\text{ijs}}\cdot g\cdot V_{\text{ijs}}} moet gecompenseerd worden door de opwaartse kracht {\displaystyle \rho _{\text{zout water}}\cdot g\cdot V_{\text{onder water}}}, dus
{\displaystyle {\frac {V_{\text{onder water}}}{V_{\text{ijs}}}}={\frac {\rho _{\text{ijs}}}{\rho _{\text{zout water}}}}={\frac {0{,}917}{1{,}026}}=0{,}893}
Met andere woorden: ruim 89% van een ijsblok zit onder water.
In de scheepvaart wordt de opwaartse kracht deplacement genoemd.

## Overige
Een gevolg van de wet van Archimedes is dat een hoeveelheid lood met een massa van een kilogram in lucht meer lijkt te wegen dan een hoeveelheid veren met een massa van een kilogram. Beide hoeveelheden wegen op dezelfde plaats in vacuüm even veel. Een kilogram veren neemt namelijk een groter volume in dan een kilogram lood, en ondervindt daardoor een grotere opwaartse kracht van de lucht, die tegengesteld gericht is aan de zwaartekracht.
De massadichtheid van veren bedraagt ongeveer 100 kg/m³, en van lood 11 340 kg/m³. Dan neemt 1 kg veren een volume in van 0,010 m³, en de kilo lood 0,000 088 183 m³. De opwaartse kracht met {\displaystyle \rho _{\text{lucht}}\approx 1{,}3} kg/m³ is dan 0,13 N voor de veren, en 0,0011246 N voor het lood. Hieruit blijkt dat bij weging in lucht een kilogram veren ongeveer 1,3% lichter is dan 1 kg lood.